# Vitraliul „Punguța cu doi bani”
Vitraliul „Punguța cu doi bani” este un vitraliu amplasat în interiorul fostei cafenele „Prichindel” din orașul Chișinău, situat pe bulevardul Ștefan cel Mare și Sfânt. Este un fost monument de artă de însemnătate națională, exclus din Registrul monumentelor ocrotite de stat din Republica Moldova în 2018. A fost executat de artistul moldovean Filimon Hămuraru în 1980. Denumirea face referire la povestea omonimă a lui Ion Creangă.